# Elecciones a la Cámara de Representantes de los Estados Unidos de 2012
Las elecciones de la Cámara de Representantes de los Estados Unidos de 2012 se llevaron a cabo el 6 de noviembre para elegir representantes para los 435 distritos electorales en cada uno de los 50 estados de EE. UU.. Los miembros sin derecho a voto del distrito de Columbia y los Territorios de los Estados Unidos también fueron elegidos. Estas elecciones coincidieron con la reelección presidencial de Barack Obama. Los ganadores de estas elecciones sirvieron en el 113.er Congreso de los Estados Unidos, con escaños repartidos entre los estados por primera vez en base al censo de los Estados Unidos de 2010. 
Aunque los candidatos demócratas recibieron una ventaja nacional de más de 1.4 millones de votos (1.2%), el Partido Republicano obtuvo una ventaja de 33 escaños, reteniendo la mayoría en la Cámara por 17 escaños. 